# Saint X
Saint X ist eine US-amerikanische Miniserie, basierend auf dem gleichnamigen Roman von Alexis Schaitkin. Die Premiere der Miniserie fand am 26. April 2023 auf dem US-Streamingdienst Hulu statt. Im deutschsprachigen Raum erfolgte die Erstveröffentlichung der Miniserie am 7. Juni 2023 durch Disney+ via Star als Original.

## Handlung
Während eines idyllischen Karibikurlaubs verstirbt Alison Thomas unter mysteriösen Umständen. Doch auch 20 Jahre nach ihrem Tod bleibt der Fall, der in den Medien großes Aufsehen erregte, weiterhin ungelöst. In der Gegenwart wird ihre jüngere Schwester Emily Thomas erneut mit dem Trauma ihrer Vergangenheit konfrontiert und begibt sich daraufhin auf eine gefährliche Suche nach der Wahrheit, um herauszufinden, wer Alison vergewaltigt und ermordet hat.

## Besetzung und Synchronisation
Die deutschsprachige Synchronisation entstand nach den Dialogbüchern sowie unter der Dialogregie von Tanja Schmitz durch die Synchronfirma Splendid Synchron in Berlin.
| Rolle                   | Schauspieler        | Synchronsprecher  |
| ----------------------- | ------------------- | ----------------- |
| Emily Thomas            | Alycia Debnam-Carey | Josephine Schmidt |
| Alison Thomas           | West Duchovny       | Yamuna Kemmerling |
| Clive „Gogo“ Richardson | Josh Bonzie         | Peter Lontzek     |
| Edwin Hastings          | Jayden Elijah       | Nicolas Rathod    |
| Mia Thomas              | Betsy Brandt        | Gundi Eberhard    |
| Sara Lycott             | Bre Francis         | Ronja Peters      |

## Episodenliste
| Nr. | Deutscher Titel                    | Originaltitel                 | Erstveröffentlichung (USA) | Deutschsprachige Erstveröffentlichung (D/A/CH) | Regie           | Drehbuch                         |
| --- | ---------------------------------- | ----------------------------- | -------------------------- | ---------------------------------------------- | --------------- | -------------------------------- |
| 1   | Im wunderschönen Nirgendwo         | A Lovely Nowhere              | 26. Apr. 2023              | 7. Juni 2023                                   | Dee Rees        | Leila Gerstein                   |
| 2   | Die Launen der Frauen              | Woman is Fickle               | 26. Apr. 2023              | 7. Juni 2023                                   | Darren Grant    | Leila Gerstein                   |
| 3   | Die Verdächtigen                   | Men of Interest               | 26. Apr. 2023              | 7. Juni 2023                                   | Darren Grant    | Nina Braddock & Cynthia Adarkwa  |
| 4   | Schreiende Leere                   | A Disquieting Emptiness       | 3. Mai 2023                | 7. Juni 2023                                   | Patricia Riggen | Jeff Augustin & Matthew Cruz     |
| 5   | Koloniale Rückstände               | Colonial Interference         | 10. Mai 2023               | 7. Juni 2023                                   | Patricia Riggen | Leila Gerstein & Natasha M. Hall |
| 6   | Unerledigtes aus der Vergangenheit | Loose Threads of the Past     | 17. Mai 2023               | 7. Juni 2023                                   | Matt Sobel      | Nina Braddock & Cynthia Adarkwa  |
| 7   | Die Ziegenhexe und der Sünder      | The Goat Witch and the Sinner | 24. Mai 2023               | 7. Juni 2023                                   | Matt Sobel      | Jeff Augustin & Matthew Cruz     |
| 8   | Faraway                            | Faraway                       | 31. Mai 2023               | 7. Juni 2023                                   | Ekwa Msangi     | Leila Gerstein                   |